# من الذي حرك قطعة الجبن الخاصة بي ؟
من الذي حرك قطعة الجبن الخاصة بي؟ هو كتاب تحفيزي للكاتب سبنسر جونسون، صدر عام 1998، ومكتوب بأسلوب الحكاية الرمزية. يصف الكتاب التغيير الذي يحدث في حياة الناس وعملهم، ويصور أربعة ردود فعل معتادة تجاه التغيير من خلال رحلة قزمان وفأران للبحث عن الجبن.
ظل الكتاب في قائمة نيويورك تايمز بزنس للكتب الأكثر مبيعاً لمدة خمس سنوات تقريباً.

## ملخص
من حرك قطعة الجبن الخاصة بي؟ هي حكاية رمزية ذات مغزى أخلاقي تدور حول فأرين يُدعيان «سنيف» و«سكوري» وقزمين «هيم» و«هاو» يعيشون في متاهة تمثل المكان الذي نبحث فيه عما نريد، ويبحثون عن الجبن الذي يرمز إلى السعادة أو المال أو الوظيفة أو الصحة أو علاقة الحب أو المركز.
تبدأ المجموعة بلا جبن وينفصل الفئران عن البشر في ممرات المتاهة الطويلة بحثاً عن الجبن. تجد المجموعتان ذات يوم ممرا مليئا بالجبن في محطة الجبن (ج). ويضع البشر الفرحون بما وجدوا إجراءات حول استهلاكهم اليومي من الجبن ويبدأون بالتصرف بغطرسة خلال العملية.
يصل سنيف وسكوري إلى محطة الجبن (ج) يوماً ليكتشفا عدم وجود الجبن، ولا يندهشان لذلك؛ حيث لاحظا أن مورد الجبن كان بتناقص كل يوم، وكانا مستعدين لذلك المصير الحتمي، وكانا يعرفان غريزياً ما سيقومان به.
لم يُغالي الفأران في تحليل ما حدث ولم يكونا مكبدين بالمعتقدات المعقدة، وبدءا في البحث عن الجبن من جديد.
ووصل هيم وهاو في وقت متأخر من نفس اليوم إلى محطة الجبن (ج) ليجدا نفس الشيء: لا يوجد جبن، يصرخ هيم غاضباً: «من الذي حرك قطعة الجبن الخاصة بي؟» لم يكن القزمان مستعدين لهذا لأنهما اعتبرا وجود الجبن هناك أمراً مسلماً به. بعد أن تأكدا من عدم وجود الجبن تذمرا من ظلم الموقف وعادا إلى بيتهما جائعين. عاد هيم وهاو إلى محطة الجبن (ج) في اليوم التالي ولم يجدا الجبن أيضاً. بدآ القزمان باستيعاب الموقف واقترح هاو أن يبحثا عن الجبن من جديد، لكن هيم الذي كان غارقا في دور الضحية رفض الاقتراح.
في ذلك الحين يجد سنيف وسكوري موردا جديدا للجبن في محطة الجبن (ن)، بينما لايزال هيم وهاو في محطة الجبن (ج) متأثرين بفقدان الجبن ويلوم احدهم الأخر على هذا المأزق. ويقترح هاو الذي يأمل في تغير الوضع البحث عن جبن جديد، لكن هيم المعتاد والمطمئن إلى الروتين القديم والخائف من المجهول يرفض الفكرة مرة أخرى. ويظل القزمان بلا جبن بعد أيام طويلة يمضيانها في نكران ما حدث. ويبدأ هاو بالضحك من الموقف ويتوقف عن أخذ الأمور بجدية بعد أن يكتشف مخاوفه وعجزه. يدخل هاو المتاهة مرة أخرى بعد أن يدرك أنه يجب ببساطة أن يمضي قدماً بعد أن ينحت على جدار محطة الجبن (ج) لصديقه رسالة ليتفكر بها: «إذا لم تتغير؛ فمن الممكن أن تفنى.»
كتب هاو، الذي لا يزال خائفاً من رحلته في المتاهة، على الجدار: «ماذا تفعل إذا لم تكن خائفاً؟» وبعد التفكير بذلك يبدأ برحلته. يجد هاو الذي لا يزال قلقاً (ربما لأنه انتظر طويلاً ليبدأ بالبحث من جديد) قطعا من الجبن التي تغذيه ليقدر على مواصلة بحثه. يبدأ هاو بإدراك حقيقة أن الجبن لم يختف فجأة بل تضاءل بسبب الاستهلاك المستمر، وأن الجبن القديم لم يكن لذيذاً وكان متعفنا. بعد خيبة محطة الجبن الفارغة بدأ هاو بالقلق مجدداً من المجهول، لكنه يبدأ بالاستمتاع بالحياة مره أخرى بعد أن يضع مخاوفه جانباً، حتى أنه بدأ بالابتسام مرة أخرى! وأدرك حقيقة أنه «عندما تتجاوز مخاوفك ستشعر بالحربة.» بعد الوصول إلى محطة جبن فارغة أخرى يقرر هاو الرجوع إلى هيم مرة أخرى مع قطع الجبن الصغيرة التي قد عثر عليها.
يرفض هيم أخذ الجبن الجديد مما يسبب استياء لصديقه.
يعود هاو إلى المتاهة مسلحاً بالمعرفة التي قد اكتسبها في رحلته السابقة، ويسير في أعماقها متتبعاً قطع الجبن المتناثرة هنا وهناك، ويترك خلفه كتابات على جدران المتاهة، تبين هذه الكتابات أفكاره الخاصة آملاً في أن يجد صديقة المساعدة في هذه الكلمات خلال بحثه عن الجبن من جديد.
ويصل هاو يوماً إلى محطة الجبن (ن) المليئة بالجبن، ويدرك أنه وجد أخيراً ما كان يبحث عنه.
بعد الانتهاء من الأكل يتأمل هاو في تجربته ويفكر في العودة إلى صديقه، لكنه يقرر في النهاية أن يدع صديقه يجد طريقه بنفسه. يتجه هاو إلى أكبر حائط في محطة الجبن (ن) ويكتب:
التغيير يحدث
قطع الجبن تتحرك باستمرار
توقع التغيير
استعد عندما يتحرك الجبن
راقب التغيير
اشتم رائحة الجبن كثيراً كي تعرف متى يصيبها العطب
تكيف مع التغيير بسرعة
كلما أسرعت بالتخلص من الجبن القديم، استطعت أن تستمتع بالجبن الجديد
تغيَر
تحرك مع الجبن
استمتع بالتغيير
تذوق طعم المغامرة واستمتع بمذاق الجبن الجديد
كن مستعداً كي تتغير بسرعة واستمتع بالتغير من جديد
قطع الجبن تتحرك باستمرار
أيقن هاو إلى أي مدى قد وصل منذ أن كان برفقة هيم في محطة الجبن (ج)، ولكنه أدرك أنه من السهل أن يعود إلى ما كان عليه لو أفرط في الراحة، فقام كل يوم بتفقد الجبن في محطة الجبن (ن)؛ كي يطمئن إلى مخزون الجبن فيها، وكان على استعداد ليفعل أي شيء كي لا يفاجأ بأي تغيير لم يضعه في الحسبان.

## نقد
يوزع بعض المدراء هذا الكتاب على الموظفين، بينما يرى آخرون أنه إهانة أو محاولة لوصف المعارضين أنهم «لا يتحركون مع الجبن.» من المعروف أنه في بيئة الشركات تقوم الإدارة بتوزيع هذا الكتاب على الموظفين خلال أوقات إعادة التنظيم الهيكلي، أو خلال خفض التكاليف في محاولة تصوير التغييرات الغير مرغوبة أو غير عادلة بطريقة متفائلة وانتهازية. يرى البعض إساءة استخدام الكتاب هذه محاولة من قبل الإدارات التنظيمية لجعل الموظفين يتلقون الأفكار الإدارية بسرعة وبدون شروط، حتى لو كانت تضرهم مهنياً.

## روابط خارجية
- الكتاب على جود ريدز
- الكتاب على أبجد

لم يتم العثور على روابط لمواقع التواصل الاجتماعي.